# کوکای

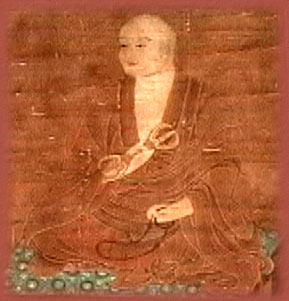
نگاره‌ای از کوکای

کوکای (به ژاپنی: 空海) یا کوبو دایشی (به ژاپنی: 弘法大師) (زادهٔ ۷۷۴- مرگ ۸۳۵ میلادی) راهب، شاعر، پژوهشگر و هنرمند ژاپنی و پدید آورندهٔ مکتب شینگون از زیرشاخه‌های آیین بودایی بود. او همچنین خوشنویس بود و همچنین پدیدآورندگی خط کانا از نویسه‌های ژاپنی بدو نسبت داده می‌شود.
او در ۸۰۴ سفری به چین کرده‌بود و در آن سفر ضمن آشنایی با آیین بودایی چینی با سانسکریت هم آشنا شده‌بود.
آیینی که او پایه نهاد آمیزه‌ای از شینتو دین بومی ژاپن و آیین بودا بود. به باور او و پیروانش خدایان شینتو تجسمی از خدایان بودایی بودند.